# Тауйська губа
Тау́йська губа́ — затока в північно-західній частині Охотського моря, між півостровами Хметевського і Коні в Магаданській області Російської Федерації. Довжина 75 км, середня ширина 120—130 км, загальна площа акваторії — близько 10 400 км². Дно повсюдно шельфового типу. Максимальні глибини не перевищують 100 м, найзвичайніші 50—70 м. Відкрита російськими землепроходцями у XVII столітті. Названа у XVIII столітті по річці Тауй, що в неї впадає.
Узбережжя, загальною протяжністю понад 500 км, більш піднесене в східній частині, порізане затоками і бухтами, на значній частині району скельними і недоступними. Висота берегових обривів коливається від декількох десятків до 500—600, іноді 900 м. Скельні береги рясніють прямовисними стінками з нішами, численними кекурами. Вузька смуга пляжу присутня зазвичай поблизу гирл річок і на виходах рихлих неогенових відкладень. Пляжі складаються, як правило, галечниками і пісками, нерідко з великими брилами скельних порід.
Губа включає низку невеликих заток: Амахтонська затока, бухта Нагаєва, бухта Гертнера, Одян, Мотиклейська затока. На виході у відкрите море — острови Спафар'єва і Зав'ялова. Припливи неправильні, півдобові, до 5 м. У бухті Нагаєва знаходиться місто Магадан і порт Нагаєво. До затоки впадають річки Ола, Яна, Тауй, Армань.